# Громадянська позиція
Політична партія «Громадянська позиція» — українська політична партія. Головою Координаційної ради партії є Володимир Гірняк. Зареєстрована Мін'юстом 24 березня 2005 року, номер свідоцтва № 116-п.п.

## Громадська організація
26 серпня 2008 року  колишній міністр оборони України Анатолій Гриценко висунув ідею створення  громадської організації Про те, що це буде громадська організація, а не політична партія, було оголошено 28 листопада 2008 року.
Організація «Громадянська позиція» була створена 11 грудня 2008 року на установчому з'їзді у Києві. На зборах були присутні приблизно 40 делегатів від місцевих осередків, Анатолія Гриценка одноголосно обрали головою новостворенного руху

## Історія політичної партії

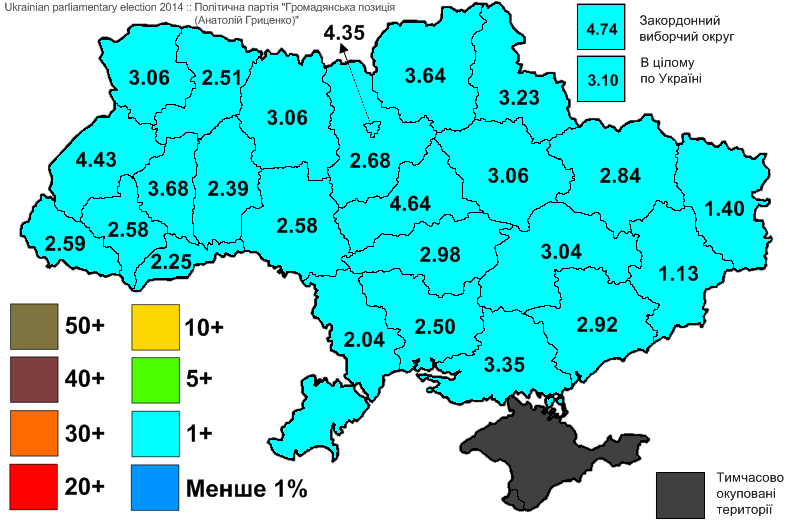
Результати виборів до ВР України, 2014.

У лютому 2010 року партія «Могутня Україна»  була перейменована на «Громадянську позицію», а її головою став  Микола Нещадим. У червні того ж року керівником партії став Анатолій Гриценко.
У серпні 2011 року «Громадянська позиція» увійшла до Комітету опору диктатурі, але в листопаді вийшла з комітету.
У березні 2012 року заступником голови «Громадянської позиції» було обрано Ігора Насалика, який до того був лідером Української партії, .
У квітні 2012 року Анатолій Гриценко підписав угоду з рухом «Чесно» про дотримання їхніх критеріїв на  парламентських виборах-2012, зокрема відкрити списки кандидатів та виключити тих, хто не відповідатиме критеріям «Чесно». У червні 2012 партія «Громадянська позиція» увійшла до складу «Об'єднаної опозиції» (об'єднання партій «Батьківщини» та «Фронту змін» для участі в парламентських виборах).
15 червня 2013 року в Києві відбувся об'єднавчий з'їзд, однак політична партія «Громадянська позиція» не об'єдналася з ВО «Батьківщина».
21 вересня 2019 року новим головою партії став депутат Львівської обласної ради Володимир Гірняк. 

## Участь у виборах
Починаючи з 2014 року «Громадянська позиція» брала участь у всіх парламентських виборах в Україні.

### Вибори-2014
На позачергових виборах до Верховної ради 2014 року партія «Громадянська позиція» посіла десяте місце за кількістю голосів виборців (489 523 голоси — 3,10 %) і, не подолавши 5-відсоткового бар'єру, не пройшла до українського парламенту.

#### Дострокові парламентські вибори 2019
«Громадянська позиція» стала єдиною партією, що оприлюднила повний список кандидатів у народні депутати за партійними списками, він складався з 223 осіб
До першої десятки передвиборчого списку партії «Громадянська позиція», окрім голови партії Анатолій Гриценко, увійшли: Дмитро Добродомов, Микола Томенко, Микола Катеринчук, Марина Соловйова, Анатолій Забарило, Петро Ландяк, Микола Ладовський, Єгор Фірсов, Віктор Трепак. 
Також було оприлюднено імена кандидатів «ГП» на мажоритарних округах. 
За підсумками виборів партія набрала 153225 голосів, що склало 1,04%, відповідно партія не подолала прохідного бар’єру. 

## Символіка
Емблему політичної партії «Громадянська позиція» виконано в жовто-синіх кольорах, де на жовтому тлі зображена відкрита долоня синього кольору.

## Структура
Органами управління «Громадянської позиції» є з'їзд, Рада партії, Координаційна рада партії, Центральний виконавчий комітет, Центральна контрольно-ревізійна комісія.
До 21 вересня 2019 року Головою Координаційної ради партії був Анатолій Гриценко. 
21 вересня 2019 року  новим лідером партії став Володимир Гірняк, який на той момент був заступником голови Львівської обласної ради. Також було обрано нових членів керівних органів партії.
По всій Україні «Громадянська позиція» має 30 осередків (31, враховуючи центральний офіс).

## Фінансування
За 2017 рік політична партія отримала близько 437,5 тис. грн надходжень. З них внески від фізичних осіб 290 тис. грн, від юридичних осіб — 147 тис. грн.
Єдиний з місцевих осередків, який поповнив партійну касу за звітний період (на 930 грн) — Дніпропетровська обласна парторганізація.
У партійному звіті за 2018 рік зазначено, що партія отримала 28 млн. грн

У липні 2019 року ЦВК знайшла порушення у фінансових звітах партії. Йдеться про надходження та використання коштів виборчих фондів. ЦВК передала прохання перевірити звіти партії Агентству з питань запобігання корупції.